# Lorenzo Candia Sandoval
Lorenzo Candia Sandoval (ur. 6 sierpnia 1987 r.) – chilijski wioślarz.

## Osiągnięcia
- Mistrzostwa Świata – Poznań 2009 – czwórka bez sternika wagi lekkiej – 17. miejsce[1].